# Caméra d'Or
Caméra d'Or (eller "Guldkameran") är en filmutmärkelse som tilldelas regissörer på filmfestivalen i Cannes för den bästa debutfilmen. Priset, som instiftades 1978 av Gilles Jacob, delas ut av en oberoende jury under Cannesfestivalens avslutningsceremoni.

## Vinnare av Caméra d'Or
| År   | Film                                                                        | Land                            | Regissör                                          |
| ---- | --------------------------------------------------------------------------- | ------------------------------- | ------------------------------------------------- |
| 1978 | The Illegal (Alambrista!)                                                   | USA                             | Robert M. Young                                   |
| 1979 | Ljus i norr                                                                 | USA                             | John Hanson                                       |
| 1980 | Adrien's Story (Histoire d'Adrien)                                          | Frankrike                       | Jean-Pierre Denis                                 |
| 1981 | Desperado City                                                              | Tyskland                        | Vadim Glowna                                      |
| 1982 | Half a Life (Mourir à 30 ans)                                               | Frankrike                       | Romain Goupil                                     |
| 1983 | The Princess (Adj király katonát)                                           | Ungern                          | Pál Erdöss                                        |
| 1984 | Stranger Than Paradise                                                      | USA                             | Jim Jarmusch                                      |
| 1985 | Oriana (Oriana)                                                             | Venezuela                       | Fina Torres                                       |
| 1986 | Svart och vitt                                                              | Frankrike                       | Claire Devers                                     |
| 1987 | Robinson Crusoe in Georgia (Robinzoniada, anu chemi ingliseli Papa)         | Sovjetunionen                   | Nana Dzhordzhadze                                 |
| 1988 | Salaam Bombay!                                                              | Indien                          | Mira Nair                                         |
| 1989 | My 20th Century (Az én XX. századom)                                        | Ungern                          | Ildikó Enyedi                                     |
| 1990 | Freeze-Die-Come to Life (Замри, умри, воскресни!)                           | Ryssland                        | Vitali Kanevsky                                   |
| 1991 | Totos bedrifter (Toto le Héros)                                             | Belgien                         | Jaco Van Dormael                                  |
| 1992 | Mac                                                                         | USA                             | John Turturro                                     |
| 1993 | Doften av grön papaya (Mùi đu đủ xanh)                                      | Vietnam                         | Tran Anh Hung                                     |
| 1994 | Små uppgörelser med de döda (Petits arrangements avec les morts)            | Frankrike                       | Pascale Ferran                                    |
| 1995 | Den vita ballongen (بادکنک سفيد , Badkonake sefid)                          | Iran                            | Jafar Panahi                                      |
| 1996 | Love Serenade                                                               | Australien                      | Shirley Barrett                                   |
| 1997 | Moe no suzaku (萌の朱雀)                                                    | Japan                           | Naomi Kawase                                      |
| 1998 | Slam                                                                        | USA                             | Marc Levin                                        |
| 1999 | Throne of Death (Marana Simhasanam)                                         | Indien                          | Murali Nair                                       |
| 2000 | Djomeh                                                                      | Iran                            | Hassan Yektapanah                                 |
| 2000 | De druckna hästarnas tid (زمانی برای مستی اسب‌ها, Zamani barayé masti asbha) | Iran                            | Bahman Ghobadi                                    |
| 2001 | Atanarjuat                                                                  | Kanada                          | Zacharias Kunuk                                   |
| 2002 | Seaside (Bord de mer)                                                       | Frankrike                       | Julie Lopes-Curval                                |
| 2003 | Reconstruction                                                              | Danmark                         | Christoffer Boe                                   |
| 2004 | Or (My Treasure) (Or)                                                       | Israel                          | Keren Yedaya                                      |
| 2005 | Me and You and Everyone We Know                                             | USA                             | Miranda July                                      |
| 2005 | The Forsaken Land (Sulanga Enu Pinisa)                                      | Sri Lanka                       | Vimukthi Jayasundara                              |
| 2006 | 12:08 East of Bucharest (A fost sau n-a fost?)                              | Rumänien                        | Corneliu Porumboiu                                |
| 2007 | Jellyfish (Meduzot מדוזות)                                                  | Israel                          | Etgar Keret och Shira Geffen                      |
| 2008 | Hunger                                                                      | UK                              | Steve McQueen                                     |
| 2009 | Samson and Delilah                                                          | Australien                      | Warwick Thornton                                  |
| 2010 | Año bisiesto                                                                | Mexico                          | Michael Rowe                                      |
| 2011 | Las Acacias                                                                 | Argentina                       | Pablo Giorgelli                                   |
| 2012 | Beasts of the Southern Wild                                                 | USA                             | Benh Zeitlin                                      |
| 2013 | Ilo Ilo                                                                     | Singapore                       | Anthony Chen                                      |
| 2014 | Party Girl                                                                  | Frankrike                       | Marie Amachoukeli, Claire Burger och Samuel Theis |
| 2015 | La tierra y la sombra                                                       | Colombia                        | César Augusto Acevedo                             |
| 2016 | Divines                                                                     | Frankrike                       | Houda Benyamina                                   |
| 2017 | Jeune femme                                                                 | Frankrike                       | Léonor Serraille                                  |
| 2018 | Girl                                                                        | Belgien                         | Lukas Dhont                                       |
| 2019 | Nuestras madres                                                             | Guatemala                       | César Díaz                                        |
| 2020 | Inställt pga COVID-19-pandemin.                                             | Inställt pga COVID-19-pandemin. | Inställt pga COVID-19-pandemin.                   |
| 2021 | Murina                                                                      | Kroatien                        | Antoneta Alamat Kusijanović                       |
| 2022 | War Pony                                                                    | USA                             | Riley Keough, Gina Gammell                        |
| 2023 | Inside the Yellow Cocoon Shell                                              | Vietnam                         | Pham Thien An                                     |
| 2024 | Armand                                                                      | Norge                           | Halfdan Ullmann Tøndel                            |

## Hedersomnämnande
Vissa år ges ett hedersomnämnande till filmer som inte tilldelats priset, kallas Caméra d'Or — Mention d'honneur.
| År   | Film                                            | Regissör                      |
| ---- | ----------------------------------------------- | ----------------------------- |
| 1989 | Waller's Last Trip (Wallers letzter Gang)       | Christian Wagner              |
| 1989 | The Birth (പിറവി)                                 | Shaji N. Karun                |
| 1990 | A Time of Debts (Cas dluhu)                     | Irena Pavlásková              |
| 1990 | Farendj                                         | Sabine Prenczina              |
| 1991 | Proof                                           | Jocelyn Moorhouse             |
| 1991 | Sam & Me                                        | Deepa Mehta                   |
| 1993 | Friends                                         | Elaine Proctor                |
| 1994 | The Silences of the Palace (Samt el qusur)      | Moufida Tlatli                |
| 1995 | Denise Calls Up                                 | Hal Salwen                    |
| 1997 | The Life of Jesus (La Vie de Jésus)             | Bruno Dumont                  |
| 2002 | Japón                                           | Carlos Reygadas               |
| 2003 | Osama (أسامة)                                   | Siddiq Barmak                 |
| 2004 | Passages (Lu Cheng)                             | Yang Chao                     |
| 2004 | Bitter Dream (Khab-e talkh)                     | Mohsen Amiryoussefi           |
| 2007 | Control                                         | Anton Corbijn                 |
| 2008 | Vse umrut, a ya ostanus (Everybody Dies but Me) | Valeriya Gai Germanika        |
| 2009 | Ajami                                           | Scandar Copti och Yaron Shani |